# 規模不經濟

隨著產量從Q1擴大到Q2，平均成本從C1上升到C2。這意味著企業的效率在下降。

規模不經濟（Diseconomies of scale）隨著企業生產規模擴大，而邊際效益卻漸漸下降，甚至跌破零、成為負值。造成此現象的原因，可能是內部結構因規模擴大而更趨複雜，這種複雜性會消耗內部資源，而此耗損使規模擴大本應帶來的好處相互消減，因此出現了規模不經濟的現象。
经济学中，有总成本曲線和平均成本曲线，这兩條曲线都是凹向上的。這兩條曲線的交點意味着最佳规模的存在。在达到这个最佳规模之前，规模越大越好，稱之為「規模經濟」；在达到最佳规模之後，规模越大越不经济，就是「規模不經濟」。